# The Very Best... and Beyond
The Very Best... and Beyond è un album raccolta del gruppo anglo-statunitense Foreigner, pubblicato nel settembre del 1992 dalla Atlantic Records.
Il disco presenta alcuni dei maggiori successi registrati dalla band tra il 1977 e il 1987, con l'aggiunta di tre brani inediti registrati nel 1992.
Non viene preso in considerazione il breve periodo in cui il cantante Lou Gramm abbandonò la band, per cui non compare alcun brano proveniente dall'album Unusual Heat pubblicato nel 1991.

## Tracce
1. Soul Doctor – 4:51
2. Prisoner of Love – 5:15
3. With Heaven on Our Side – 5:16
4. Juke Box Hero – 4:19
5. Hot Blooded – 4:24
6. Cold as Ice – 3:20
7. Head Games – 3:27
8. Waiting for a Girl Like You – 4:50
9. Urgent – 4:29
10. Double Vision – 3:43
11. I Want to Know What Love Is – 5:03
12. Say You Will – 4:11
13. That Was Yesterday – 3:46
14. I Don't Want to Live Without You – 4:53
15. Rev on the Red Line – 3:34
16. Dirty White Boy – 3:38
17. Feels Like the First Time – 3:51

## Formazione
- Dennis Elliott – batteria
- Ed Gagliardi – basso, cori
- Lou Gramm – voce, percussioni
- Al Greenwood – sintetizzatore, tastiera
- Mick Jones – chitarra, basso, piano, tastiera, cori
- Ian McDonald – chitarra, corno, tastiera, cori
- Rick Wills – basso, cori